# Acnemia similis
Acnemia similis är en tvåvingeart som beskrevs av Zaitzev 1982. Acnemia similis ingår i släktet Acnemia och familjen svampmyggor. Inga underarter finns listade i Catalogue of Life.